# 真夜中の弥次さん喜多さん
『真夜中の弥次さん喜多さん』（まよなかのやじさんきたさん）は、しりあがり寿による日本の漫画、および同作品を原作とした小説、映画、舞台。十返舎一九の『東海道中膝栗毛』より題材を得て、リアルと幻覚が入り混じった独特の世界を描いた作品で、続編に『弥次喜多 in DEEP』があり、第5回手塚治虫文化賞・マンガ優秀賞を受賞している。
映画は2005年に公開。脚本も手がけている俳優の宮藤官九郎初映画監督作品で、歌・ダンス・お色気・何でもありのシュールな時代劇コメディー。舞台は、天野天街の脚本・演出による2人芝居と、CLIE製作・川尻恵太演出による、歌・踊り・ヒーローショーなどが入ったエンタメ舞台の2タイプがある。

## コミック
『真夜中の弥次さん喜多さん』は、マガジンハウスの『COMICアレ!』に1994年5月号から1997年3月号にて連載し、1996年にコミック1巻を発売。続編の『弥次喜多 in DEEP』がエンターブレインの『コミックビーム』にて1997年12月から2002年10月まで連載。コミック1巻は2000年に発売。『弥次喜多 in DEEP』は2001年に、第5回手塚治虫文化賞・マンガ優秀賞を受賞。
- 『真夜中の弥次さん喜多さん』 Mag comics（マガジンハウス）全2巻
- 『弥次喜多 in DEEP』 ビームコミックス（エンターブレイン）全8巻

## 小説
漫画の原作者、しりあがり寿本人によるノベライズ。2005に発売。
- 『小説 真夜中の弥次さん喜多さん』 河出書房新社〈河出文庫〉

## 映画

### あらすじ
ワイルドで男らしい弥次郎兵衛（弥次さん）と美貌の役者・喜多八（喜多さん）は、ディープに愛し合う恋人同士。しかし弥次さんには妻（お初）がおり、一方の喜多さんは重度のヤク中で、“リヤル”を実感することが出来ずにいた。ある時ふとした弾みでお初を死なせた弥次さんは、喜多さんを伴って薄っぺらな江戸の町を飛び出し、参拝すれば全ての困難が昇華するお伊勢様を目指して“てめぇ探しの旅”に出発する。
しかし、行く手には笑いをとらないと通れない関所、おはようからおやすみまで全ての言動を歌い踊ることで表現しなければならない町、アーサー王のとろろ汁屋など奇天烈な関門が待ち受けていた。そして、ついに名峰富士の絶景が拝める吉原にて、最大の試練が降りかかる。

### キャスト
- 栃面屋弥次郎兵衛 - 長瀬智也
- 食客喜多八 - 中村七之助
- 金々 - 阿部サダヲ
- お初 - 小池栄子
- 呑々 - 柄本佑
- 瓦版男 - 生瀬勝久
- 岡引 - 寺島進
- 旅籠の女将 - 森下愛子
- 旅籠の番頭 - 岩松了
- 旅籠の客 - おぎやはぎ
- 木村笑之新 - 竹内力
- 拷問される侍 - 大森南朋
- 浪速ホット - 板尾創路
- 清水次郎長 - 古田新太
- おちん - 山口智充
- お幸 - 清水ゆみ
- ヒゲのおいらん - 松尾スズキ
- 奪衣婆 - 研ナオコ
- アーサー王 - 中村勘九郎
- 大沢悠里（声） - 大沢悠里
- 毒蝮三太夫（声） - 毒蝮三太夫
- バーテン - ARATA
- バーテンの妻 - 麻生久美子
- 魂 - 荒川良々
- 福の神（声：岸祐二）
- 幻の弥次郎兵衛 - 妻夫木聡
- 籠を背負った老人 - 楳図かずお
- ザル売り - 皆川猿時
- たわぁ麗溝堂の店主 - しりあがり寿
- 通販番組風の観客に指示するAD-宮藤官九郎

### スタッフ
- 脚本・監督：宮藤官九郎
- 原作：しりあがり寿「真夜中の弥次さん喜多さん」、「弥次喜多 in DEEP」、「小説 真夜中の弥次さん喜多さん」、東海道中膝栗毛
- 音楽プロデューサー：安井輝
- 音楽：ZAZEN BOYS
- 劇中歌：富澤タク
- オープニングテーマ：「東海道で行こう」（作詞：宮藤官九郎　作曲：富澤タク　歌：長瀬智也、中村七之助）
- 主題歌：「真夜中の弥次さん喜多さん」（作詞：宮藤官九郎　作曲：富澤タク　歌：長瀬智也、中村七之助）
- エンディングテーマ：「MIDNIGHT YAJI×KITA ~I Wanna Be Your Fuck~」（作詞・作曲：向井秀徳　歌・演奏：ZAZEN BOYS）
- 協力：タワーレコード、田宮模型、TBSテレビ
- 製作：アスミック・エース、ジェイ・ストーム、カルチュア・パブリッシャーズ、ティー・ワイ・オー、大人計画
- 製作プロダクション・配給：アスミック・エース

### 受賞
- 第10回新藤兼人賞金賞（新人監督賞：宮藤官九郎）

### DVD
- 真夜中の弥次さん喜多さんでおなじみ ヒゲのおいらん（DVD1枚組、2005年4月1日発売、発売元・アスミック・エース、販売元・角川映画）
  - 収録映像
    - ヒゲのおいらんPV
    - ヒゲのおいらんPV（カラオケバージョン）
    - 『真夜中の弥次さん喜多さん』スペシャル映像
    - 『真夜中の弥次さん喜多さん』予告編
- 真夜中の弥次さん喜多さん DTSスタンダード・エディション（DVD1枚組、2005年10月7日発売、発売元・アスミック・エース、販売元・角川映画）
  - 映像特典
    - 特特報・特報・劇場予告編・TVスポット

  - 音声特典
    - オーディオコメンタリー（スペシャル・リレー式 / 宮藤官九郎&長瀬智也・中村七之助、皆川猿時、古田新太、山口智充、研ナオコ）
- 真夜中の弥次さん喜多さん DTSスペシャル・エディション【初回限定生産 おいらとおめぇの弁当箱版】（DVD2枚組、2005年10月7日発売、発売元・アスミック・エース、販売元・角川映画）
  - ディスク1：本編DVD（DTSスタンダード・エディションと同様）
  - ディスク2：特典DVD
    - メイキング
    - 未公開シーン集
    - 絵コンテ集
    - 舞台挨拶集（完成披露試写会、初日舞台挨拶）&「キック・ザ・カンクロー」公開収録
    - 宮藤官九郎としりあがり寿が行く 東海道1泊2日リヤル探しの旅
    - ふろくの宿 リヤル防衛隊
    - ZAZEN BOYS「TANUKI」ミュージックビデオ
    - くど監トークショー
    - 美術・衣装・小物・場面設定画ギャラリー

  - 封入特典
    - ブックレット

  - 弁当箱型アウターケース付き
- 【TCE Blu-ray SELECTION】真夜中の弥次さん喜多さん ブルーレイ スペシャル・エディション（BD1枚組、2012年9月5日発売、発売元・アスミック・エース、販売元・TCエンタテインメント）
  - 映像・音声特典：「美術・衣装・小物・場面設定画ギャラリー」を除いた全映像・音声特典を収録

## ドラマCD
「真夜中の弥次さん喜多さん 愛と幻覚のセレナーデ」
- 発売元：キャラモモ
- 販売元：バナナジュースカンパニー
- 発売日：2005年10月21日
- 製品番号：BJCA-0017

キャスト
- 弥次郎兵衛 - 諏訪部順一
- 喜多八 - 櫻井孝宏
- 松平空の守 - 谷山紀章
- 奪衣婆 - 皆川純子
- カエル - 石田彰
- 岡っぴき - 中田譲治
- 旅籠屋のメイド - 山本麻里安
- インタビュアー - 福山潤
- バーテン - 子安武人

## 舞台

### KUDAN Project 『真夜中の弥次さん喜多さん』
少年王者館の天野天街とてんぷくプロの小熊ヒデジによる演劇ユニット”KUDAN Project”によって舞台化。2002年に名古屋で初演。

その後、何度か再演している。2005年には一般市民参加による『100人芝居　真夜中の弥次さん喜多さん』も上演。

スタッフ
- 脚本・演出：天野天街
- 制作：KUDAN Project

キャスト
- 弥次郎兵衛 - 寺十吾
- 喜多八 - 小熊ヒデジ

### 『おん・すてーじ真夜中の弥次さん喜多さん』
演劇に歌やダンス、ヒーローショーを交えたエンターテイメントな舞台。上演劇場が普段ヒーローショーを開催しているシアターＧロッソということから"Ｇロッソマン"というオリジナルキャラクターが登場した。
公演情報
- 2016年1月10日 - 17日 シアターGロッソ
- 2016年1月22日 - 24日 サンケイホールブリーゼ

キャスト
- 弥次郎兵衛 - 唐橋充
- 喜多八 - 藤原祐規
- 空の守 - 松本寛也
- バーテンダー - 三上俊
- バーテンダーの妻 - 田上真里奈
- あぶくの女/お雪 - 岡田あがさ
- 紅牛 - 西山丈也
- Gロッソマングリーン※ - 松本祐一
- 添乗員※ - 田代哲哉
- ジャンヌ･ダルク※ - 富田麻帆
- 奪衣婆 - 伊藤修子
- うその弥次さん - 汐崎アイル

※はオリジナルキャラクター。
- 日替わりゲスト（うその喜多さん）
  - 藤田玲（10日13:00・18:00）
  - 滝川英治（11日14:00 / 15日19:00）
  - 植田圭輔（13日14:00・19:00）
  - 碕理人（14日19:00）
  - 水石亜飛夢（16日13:00 / 17日12:30）
  - 川尻恵太(SUGARBOY)（16日18:00）
  - 小笠原健（17日16:30）
  - 平野良（22日19:00 / 23日13:00・18:00 / 24日13:00）

スタッフ
- 演出：川尻恵太（SUGARBOY）
- 脚本：神楽澤小虎（MAG.net）
- 音楽：あらいふとし+ミヤジマジュン
- 振付：竹森徳芳
- 衣装：ヨシダミホ
- ヘア&メイク：前田亜耶
- 美術：大津英輔
- 照明：橋本剛
- 音響：田上篤志
- 映像制作：横山翼、大鹿奈穂
- 制作：アプル（北見奈々江、松尾由紀）
- プロデューサー：吉井敏久、渡辺詩織、山田康彦
- 企画：CLIE
- 製作：CLIE、サンライズプロモーション大阪

### おん・すてーじ『真夜中の弥次さん喜多さん』双
タイトルの『双』は「ふたつ」と読む。2016年と同じく作・演出は川尻、主演は唐橋と藤原が担当。唐橋、藤原以外のキャストは数種のキャラクターを演じた。
公演情報
- 2017年6月21日 - 25日 全労済ホール スペース・ゼロ

キャスト
- 弥次郎兵衛 - 唐橋充
- 喜多八 - 藤原祐規
- ジェームズボンド役ほか - 愛原実花
- バーバラ・ブルック ほか - 松本寛也
- オミツ ほか - 岡田あがさ
- リー・ファン ほか - 松本祐一
- パメラ・マローン ほか - 古谷大和
- ローズ・ジャクソン ほか - 足立英昭
- 神様 ほか - 石田隼
- 添乗員 ほか - 田代哲哉、福井将太
- ジョディ・マクガバン ほか - 加藤良輔
- 弥次さんの童貞 ほか - 米原幸佑

オリジナルキャラクターとして"ヒサオ"と"アケミ"も登場し、場面によって松本寛也、米原幸佑、石田隼の3人が"ヒサオ"、愛原実花、岡田あがさ、古谷大和の3人が"アケミ"を演じた。

スタッフ
- 脚本・演出：川尻恵太(SUGARBOY)
- 音楽：あらいふとし＋ミヤジマジュン
- 振付：竹森徳芳
- 映像：ワタナベカズキ
- 美術：大津英輔
- 照明：鈴木健司
- 音響：田上篤志
- 衣装：ヨシダミホ
- ヘア＆メイク：前田亜耶
- 舞台監督：大友圭一郎
- 演出助手：西岡知美
- 制作：アプル（北見奈々江、松尾由紀）
- アシスタントプロデューサー：小川文乃、田加井愛穂
- プロデューサー：渡辺詩織
- プロジェクトプロデューサー：吉井敏久
- 企画・制作：CLIE

### おん・すてーじ『真夜中の弥次さん喜多さん』三重
タイトルの『三重』は「みえ」と読む。2016年・2017年と同じく作・演出は川尻、主演は唐橋と藤原が担当。
公演情報
- 2018年6月21日 - 24日 シアターGロッソ

キャスト
- 弥次郎兵衛 - 唐橋充
- 喜多八 - 藤原祐規
- 梅鉢双 - 佐藤祐吾※
- 良怪成敦史 - 芹沢尚哉※
- 菊咲一華 - 深澤大河※
- 編笠百合緒 - 大海将一郎※
- 柴田恭兵 - 岩義人※
- 添乗員 - 田代哲哉
- バンドのボーカル ほか - コロ（ピヨピヨレボリューション）
- 万ジョン次郎 - 松本寛也
- 熊 - 湯澤幸一郎

※はオリジナルキャラクター。
- 日替わりゲスト
  - 松村龍之介（6月21日 19:00）
  - 納谷健（6月22日 14:00/19:00）
  - 廣野凌大（6月23日 13:00/18:00）
  - 伊崎龍次郎（6月24日 12:30）
  - 阿澄佳奈（6月24日 16:30）

スタッフ
- 演出・脚本：川尻恵太（SUGARBOY）
- 音楽：あらいふとし＋ミヤジマジュン
- 振付：竹森徳芳
- 映像：ワタナベカズキ
- 美術：大津英輔＋鴉屋
- 照明：鈴木健司
- 音響：田上篤志
- 衣裳：ヨシダミホ
- ヘア＆メイク：前田亜耶
- 舞台監督：大友圭一郎
- 演出助手：白鳥雄介
- 制作：アプル
- 企画・制作：CLIE

## TV
『おん・てぃーびー　真夜中の弥次さん喜多さん』 

2016年1月に舞台化された「おん・すてーじ真夜中の弥次さん喜多さん」がTVドラマ化。TOKYO MXの15分番組『ブタイモン』で隔週放送。出演、スタッフは舞台の時と同じ。現在放送中。

### 概要
第1話はOPが延々と続き、やっと始まったと思ったら30秒ほどでEDが始まるという、アバンギャルドな内容で、ネット上では”放送事故？”と話題になる。

第2話も、自ら自分たちの設定に自主規制をかけていくという斬新な内容。

### 出演
- 弥次郎兵衛 - 唐橋充

- 喜多八 - 藤原祐規

### スタッフ
- 総合演出・脚本：川尻恵太（SUGARBOY）
- 演出：ワタナベカズキ
- 作曲：あらいふとし、編曲：ミヤジマジュン
- 振付：竹森徳芳
- 衣装：ヨシダミホ
- ヘア&メイク：前田亜耶
- プロジェクトプロデューサー：吉井敏久
- 企画：CLIE
- 製作：CLIE、サンライズプロモーション大阪

### 各話タイトル
| 話数 | タイトル                                    | ゲスト | 放送日        |
| ---- | ------------------------------------------- | --- | ------------- |
| 1話  | 真夜明けの弥次さん喜多さん                  | ※OP、ED出演は下記参照                                                                                        | 2016年5月15日 |
| 2話  | 自主規制の弥次さん喜多さん                  | | 2016年5月29日 |
| 3話  | ヤマモクさん                                | ヤマモクさん：大堀こういち                                                                                   | 2016年6月19日 |
| 4話  | ショートショートの弥次さん喜多さん          | 紅牛：西山丈也 ドMのセンターライン(声)：浅井江理名 頑固おやじのセンターライン(声)：田代哲哉                  | 2016年7月3日  |
| 5話  | 原作クイズの弥次さん喜多さん                | 奪衣婆：伊藤修子 警官：今立進（エレキコミック） 素性のわからない人：諸岡立身                                 | 2016年7月17日 |
| 6話  | ふりだしの宿の弥次さん喜多さん              | 宿の主人：なだぎ武 女中：岡田あがさ 女中：日姫 写真の男：田代哲哉                                            | 2016年7月31日 |
| 7話  | 空の守が選ぶ、東京のかまぼこベスト3!!       | 空の守：松本寛也 かまぼこ屋の女将：富田麻帆                                                                  | 2016年8月14日 |
| 8話  | ショートショートの弥次さん喜多さん その弐!! | みそにんにくの声/河原の声：川本成                                                                            | 2016年8月28日 |
| 9話  | 離れ離れの弥次さん喜多さん                  | Gロッソグリーンマン：松本祐一                                                                                |               |
| 10話 | 真夜中の弥次さん喜多さん                    | バーテンダー：三上俊 バーテンダーの妻：田上真里奈 嘘の弥次さん：汐崎アイル 奪衣婆：伊藤修子 脚本家：川尻恵太 |               |

### OP、ED
- オープニング：『えにし』　

〈作詞〉川尻恵太  〈作曲〉あらいふとし 〈編曲〉ミヤジマジュン

〈歌〉唐橋充、藤原祐規

〈映像出演〉あらいふとし／ミヤジマジュン／白川さと子／才藤長彦／並木裕子／堀本範子／高橋良輔

- エンディング：『弥次喜多ダンシング』

〈作詞〉川尻恵太  〈作曲〉あらいふとし 〈編曲〉ミヤジマジュン

〈歌〉唐橋充、藤原祐規

〈映像出演〉今立進（エレキコミック）／高橋良輔／浅井江理名／田中友二／カブキン／三國茉莉／洪潤梨（ノーメイクス）／荒川実里（ノーメイクス）／上埜すみれ（ノーメイクス）／柳杏奈（ノーメイクス）／村上侑希

## 書籍
- くど監日記 真夜中の弥次さん喜多さん（宮藤官九郎著、角川書店刊、2005年4月1日発売）